# 柴寅賓
柴寅賓，直隸大名府長垣縣人，明朝政治人物。

## 生平
万历三十四年（1606年）丙午科舉人，四十一年癸丑（1613年）成進士，累迁至户部郎中。四十六年（1618年），升青州府知府。天启二年（1622年），为湖廣按察司副使，三年，以托病被勒令致仕。七年，起为山東副使，分守济南。崇禎元年（1628年），升参政，历山西按察使、河南右布政使。

## 家族
其先山西翼城人，始祖柴鳳，鳳生文，文生柴相，家中世代務農，積得水田百余亩，为人所夺，憤不能平，绘祖像，负之而迁居长垣，即寅宾之祖父。祖母田氏生二子：應瑞、嘉瑞。父柴應瑞，字昌之，别號興宇。前母张氏，母王氏，皆赠封淑人。從弟柴寅亮，歲贡。

## 引用
1. ↑  万历四十六年十一月，升户部郎中柴寅宾为青州府知府。
2. ↑  天启二年三月，青州府知府柴寅賓为湖廣按察司副使。
3. ↑  天启三年六月，勒令湖北道按察司副使柴寅宾致仕，以其托病避难也。
4. ↑  天启七年五月，起原任湖广副使柴寅宾为山东副使分守济南。
5. ↑  崇禎元年二月，陞山東副使柴寅賓為本省參政。
6. ↑  崇禎三年四月乙丑，以山西按察使柴寅賓為河南右布政使。